# 다이쇼지정
다이쇼지정(大聖寺町)은 이시카와현 에누마군에 존재했던 정이다. 현재의 가가시에 해당한다.

## 지리
마을의 동쪽과 서쪽을 다이쇼지강이  흐른다. 다이쇼지강 성곽 마을 안에서도 구불구불하게 흐르기 때문에 한때는 범람이 멈추지 않아 강을 직선화하거나 상류에 가타니 댐과 구타니 댐을 설치하여 수위를 낮췄다고 한다. 북국 가도가 지나는 교통의 요충지이며, 에도 시대에는 역참 마을로 번성했다.

## 역사
- 1879년 4월~5월 - 구 다이쇼지 번주 등이 기획하여 다이쇼지 박람회를 개최.
- 1889년 4월 1일 - 정촌제 시행에 의해 60개 정의 구역을 가지고 다이쇼지정이 성립하였다.
- 1935년 6월 15일 - 후쿠다촌을 편입하였다.
- 1958년 1월 1일 - 이부리하시정, 다이쇼지정. 하시타테정. 가타야마즈정. 야마시로정, 난고촌, 미타니촌, 시오야촌과 합병해 가가시가 성립하였다.

## 경제
에도 시대부터 직물업이 마을의 주요 산업으로 발전했다. 근대에는 '다이쇼지 하니이치(大聖寺羽二重)로 알려져 해외에도 수출되었다. 근대 다이쇼지의 기업가로는 시노와라 후지와라, 시미즈 고헤이, 도요타 나베키치 등이 알려져 있다. 근대에는 자전거와 오토바이 부품인 림 체인 제조도 번창했다.